# Квалификация третьего дивизиона чемпионата мира по хоккею с шайбой 2013
Квалификация чемпионата мира по хоккею с шайбой 2013 года в III-м дивизионе — спортивное соревнование по хоккею с шайбой под эгидой ИИХФ, проходившее с 14 по 17 октября 2012 года в Абу-Даби, ОАЭ. Две лучшие команды турнира получили право играть в третьем дивизионе чемпионата мира 2013 года.

## Участвующие команды
В турнире принимали участие 4 национальные команды — две из Европы и две из Азии. Сборные Греции и Монголии пришли из третьего дивизиона, сборные ОАЭ и Грузии не участвовали в прошлогоднем турнире третьего дивизиона.
| Сборная  | Квалификация                                     |
| -------- | ------------------------------------------------ |
| Греция   | Заняла 5-е место в третьем дивизионе в 2012 году |
| Монголия | Заняла 6-е место в третьем дивизионе в 2012 году |
| ОАЭ      | Хозяева, первое участие после 2010 года          |
| Грузия   | Первый раз участвует в турнире                   |

## Судьи
ИИХФ утвердила 3 главных и 5 линейных судей для обслуживания матчей квалификации третьего дивизиона чемпионата мира по хоккею с шайбой 2013 года.
| Главные судьи - Ладислав Сметана - Расмус Топпель - Джордже Фазекас | Линейные судьи - Тодор Крастев - Бенас Якшис - Луис Белен - Алехандро Гарсия Банос - Михаэль Рорер |  |

## Турнир
|  | Команды, квалифицирующиеся в третий дивизион чемпионата мира 2013 года |

### Таблица
| М | Сборная  | И | В | ВО | ПО | П | ШЗ | ШП | РШ  | О |
| - | -------- | - | - | -- | -- | - | -- | -- | --- | - |
| 1 | ОАЭ      | 3 | 3 | 0  | 0  | 0 | 14 | 3  | +11 | 9 |
| 2 | Греция   | 3 | 2 | 0  | 0  | 1 | 18 | 4  | +14 | 6 |
| 3 | Монголия | 3 | 1 | 0  | 0  | 2 | 10 | 8  | +2  | 3 |
| 4 | Грузия   | 3 | 0 | 0  | 0  | 3 | 1  | 28 | −27 | 0 |

### Результаты
Время местное (UTC+4).
| 14 октября 2012 16:00 | Монголия | 6 : 0 (1:0, 2:0, 3:0) | Грузия | Зайед Спорт Сити, Абу-Даби Зрителей: 70 |

| Отчёт | Отчёт                                                                 | Отчёт   | Отчёт                        | Отчёт                  |
| --- | --------------------------------------------------------------------- | ------- | ---------------------------- | ---------------------- |
| |                                                                       |         |                              |                        |
| | Мунхболд Баярсайхан — 00:00-56:53 Баатаркхуу Базарваани — 56:53-60:00 | Вратари | 00:00-60:00 — Каха Амбролава | Судья: Джордже Фазекас |
| | Голы:                                                                 |         |                              | Судья: Джордже Фазекас |
| Баярсайхан Яргалсайхан — 12:01 (М. Намжил) Баярсайхан Яргалсайхан — 21:11 (М. Намжил) Мунхзая Энхтур (мен.) — 27:51 (Т. Ганболд) Мунхзая Энхтур — 42:48 Мишигсурен Намжил (бол.) — 46:08 (М. Энхтур) Батболд Мунхбаяр — 57:31 (З. Доржсурен) | 1:0 2:0 3:0 4:0 5:0 6:0                                               |         |                              | Судья: Джордже Фазекас |
| |                                                                       |         |                              | Судья: Джордже Фазекас |
| |                                                                       |         |                              | Судья: Джордже Фазекас |
| |                                                                       |         |                              | Судья: Джордже Фазекас |
| 26 мин | Штраф                                                                 | 4 мин   |                              | Судья: Джордже Фазекас |
| |                                                                       |         |                              |                        |
| | 41                                                                    | Броски  | 13                           |                        |

| 14 октября 2012 19:30 | ОАЭ | 2 : 0 (1:0, 1:0, 0:0) | Греция | Зайед Спорт Сити, Абу-Даби Зрителей: 357 |

| Отчёт                                                                                    | Отчёт                           | Отчёт   | Отчёт                          | Отчёт                   |
| ---------------------------------------------------------------------------------------- | ------------------------------- | ------- | ------------------------------ | ----------------------- |
|                                                                                          |                                 |         |                                |                         |
|                                                                                          | Халед Аль-Суваиди — 00:00-60:00 | Вратари | 00:00-60:00 — Нталимпор Плуцис | Судья: Ладислав Сметана |
|                                                                                          | Голы:                           |         |                                | Судья: Ладислав Сметана |
| Юма Аль-Дахери (бол.) — 15:34 (С. Аль-Мхейри) Мубарак Аль-Мазруи — 34:07 (Ю. Аль-Дахери) | 1:0 2:0                         |         |                                | Судья: Ладислав Сметана |
|                                                                                          |                                 |         |                                | Судья: Ладислав Сметана |
|                                                                                          |                                 |         |                                | Судья: Ладислав Сметана |
|                                                                                          |                                 |         |                                | Судья: Ладислав Сметана |
| 10 мин                                                                                   | Штраф                           | 12 мин  |                                | Судья: Ладислав Сметана |
|                                                                                          |                                 |         |                                |                         |
|                                                                                          | 39                              | Броски  | 25                             |                         |

| 15 октября 2012 16:00 | Греция | 13 : 0 (4:0, 7:0, 2:0) | Грузия | Зайед Спорт Сити, Абу-Даби Зрителей: 67 |

| Отчёт | Отчёт                                                   | Отчёт   | Отчёт                        | Отчёт                |
| --- | ------------------------------------------------------- | ------- | ---------------------------- | -------------------- |
| |                                                         |         |                              |                      |
| | Нталимпор Плуцис — 00:00-60:00                          | Вратари | 00:00-60:00 — Каха Амбролава | Судья: Расмус Топпел |
| | Голы:                                                   |         |                              | Судья: Расмус Топпел |
| Димитриос Маламас — 01:47 Иоаннис Коуфис — 02:58 (Д. Каливас, О. Тилиос) Димитриос Каливас (бол.) — 06:10 (А. Валсамас-Раллс, Л. Евкарпидис) Георгиос Каливас — 10:26 (О. Тилиос) Димитриос Маламас — 27:34 (Л. Евкарпидис) Иоаннис Коуфис — 28:35 (О. Тилиос, Г. Каливас) Иоаннис Коуфис — 33:29 (Г. Каливас, Н. Пападопулос) Николаос Пападопулос — 34:42 (Г. Адамидис) Димитриос Каливас (бол.) — 35:47 (И. Коуфис, Д. Каливас) Иоаннис Зиакас — 36:22 (Н. Пападопулос, К. Адамидис) Александрос Валсамас-Раллс (мен.) — 37:12 Георгиос Кулелес (бол.) — 42:05 (Л. Евкарпидис, К. Адамидис) Иоаннис Коуфис — 46:50 | 1:0 2:0 3:0 4:0 5:0 6:0 7:0 8:0 9:0 10:0 11:0 12:0 13:0 |         |                              | Судья: Расмус Топпел |
| |                                                         |         |                              | Судья: Расмус Топпел |
| |                                                         |         |                              | Судья: Расмус Топпел |
| |                                                         |         |                              | Судья: Расмус Топпел |
| 22 мин | Штраф                                                   | 12 мин  |                              | Судья: Расмус Топпел |
| |                                                         |         |                              |                      |
| | 41                                                      | Броски  | 19                           |                      |

| 15 октября 2012 19:30 | Монголия | 2 : 3 (0:1, 1:2, 1:0) | ОАЭ | Зайед Спорт Сити, Абу-Даби Зрителей: 246 |

| Отчёт                                                                 | Отчёт                                                                                                   | Отчёт | Отчёт                           | Отчёт                  |
| --------------------------------------------------------------------- | --- | --- | ------------------------------- | ---------------------- |
|                                                                       | | |                                 |                        |
|                                                                       | Мунхболд Баярсайхан — 00:00-28:47 Баатаркхуу Базарваани — 28:47-40:00 Мунхболд Баярсайхан — 40:00-60:00 | Вратари | 00:00-60:00 — Халед Аль-Суваиди | Судья: Джордже Фазекас |
|                                                                       | Голы:                                                                                                   | |                                 | Судья: Джордже Фазекас |
| Мишигсурен Намжил — 24:01 Церенбальжир Баатаркхуу — 59:52 (Б. Зоригт) | 0:1 :1 1:2 1:3 2:3                                                                                      | 18:44 — Юма Аль-Дахери (М. Аль-Мазруи) 25:51 — Мубарак Аль-Мазруи (мен.) 28:47 — Мохаммед Аль-Шамиси (бол.) (О. Аль-Шамиси) |                                 | Судья: Джордже Фазекас |
|                                                                       | | |                                 | Судья: Джордже Фазекас |
|                                                                       | | |                                 | Судья: Джордже Фазекас |
|                                                                       | | |                                 | Судья: Джордже Фазекас |
| 63 мин                                                                | Штраф                                                                                                   | 32 мин |                                 | Судья: Джордже Фазекас |
|                                                                       | | |                                 |                        |
|                                                                       | 14 | Броски | 55                              |                        |

| 17 октября 2012 16:00 | Греция | 5 : 2 (1:1, 1:1, 3:0) | Монголия | Зайед Спорт Сити, Абу-Даби Зрителей: 175 |

| Отчёт | Отчёт                          | Отчёт                                                                                   | Отчёт                             | Отчёт                   |
| --- | ------------------------------ | --------------------------------------------------------------------------------------- | --------------------------------- | ----------------------- |
| |                                |                                                                                         |                                   |                         |
| | Нталимпор Плуцис — 00:00-60:00 | Вратари                                                                                 | 00:00-60:00 — Мунхболд Баярсайхан | Судья: Ладислав Сметана |
| | Голы:                          |                                                                                         |                                   | Судья: Ладислав Сметана |
| Александрос Валсамас-Раллс — 07:24 Димитриос Каливас (бол.) — 21:07 (Н. Пападопулос) Иоаннис Коуфис — 41:05 Александрос Валсамас-Раллс — 49:24 (Д. Маламас) Иоаннис Коуфис — 59:35 (Д. Каливас) | 1:0 1:1 2:1 2:2 3:2 4:2 5:2    | 17:58 — Болдбаяр Баяржих (Е. Алтансан) 39:36 — Мишигсурен Намжил (мен.) (О.-Е. Зоригоо) |                                   | Судья: Ладислав Сметана |
| |                                |                                                                                         |                                   | Судья: Ладислав Сметана |
| |                                |                                                                                         |                                   | Судья: Ладислав Сметана |
| |                                |                                                                                         |                                   | Судья: Ладислав Сметана |
| 8 мин | Штраф                          | 40 мин                                                                                  |                                   | Судья: Ладислав Сметана |
| |                                |                                                                                         |                                   |                         |
| | 44                             | Броски                                                                                  | 25                                |                         |

| 17 октября 2012 19:30 | Грузия | 1 : 9 (1:1, 0:4, 0:4) | ОАЭ | Зайед Спорт Сити, Абу-Даби Зрителей: 247 |

| Отчёт                                       | Отчёт                                                          | Отчёт | Отчёт                           | Отчёт                |
| ------------------------------------------- | -------------------------------------------------------------- | --- | ------------------------------- | -------------------- |
|                                             |                                                                | |                                 |                      |
|                                             | Каха Амбролава — 00:00-58:25 Александр Вашакидзе — 58:25-60:00 | Вратари | 00:00-60:00 — Халед Аль-Суваиди | Судья: Расмус Топпел |
|                                             | Голы:                                                          | |                                 | Судья: Расмус Топпел |
| Георги Джейранашвили — 14:54 (А. Геперидзе) | 0:1 :1 1:2 1:3 1:4 1:5 1:6 1:7 1:8 1:9                         | 06:33 — Али Аль-Хаддад (Ф. Аль-Блуши) 21:10 — Юма Аль-Дахери (С. Аль-Мхейри, М. Аль-Мазруи) 29:57 — Мубарак Аль-Мазруи (Ю. Аль-Дахери, М. Аль-Шамиси) 30:38 — Али Аль-Сарур (А. Аль-Хаддад, М. Аль-Шамиси) 38:57 — Омар Аль-Шамиси (Я. Аль-Йнейби) 44:18 — Сухаил Аль-Мхейри (М. Аль-Зааби, М. Аль-Дахери) 51:03 — Ибрагим Бу-Дебс (А. Аль-Хаддад, О. Аль-Мухаррами) 54:27 — Сухаил Аль-Мхейри (Ю. Аль-Дахери, М. Аль-Мазруи) 59:30 — Али Аль-Хаддад |                                 | Судья: Расмус Топпел |
|                                             |                                                                | |                                 | Судья: Расмус Топпел |
|                                             |                                                                | |                                 | Судья: Расмус Топпел |
|                                             |                                                                | |                                 | Судья: Расмус Топпел |
| 4 мин                                       | Штраф                                                          | 6 мин |                                 | Судья: Расмус Топпел |
|                                             |                                                                | |                                 |                      |
|                                             | 12                                                             | Броски | 44                              |                      |

### Лучшие бомбардиры
| Игрок                      | И | Г | П | О | Штр | +/− |
| -------------------------- | - | - | - | - | --- | --- |
| Иоаннис Коуфис             | 2 | 6 | 1 | 7 | 2   | +7  |
| Юма Аль-Дахери             | 3 | 3 | 3 | 6 | 4   | +4  |
| Мубарак Аль-Мазруи         | 3 | 3 | 3 | 6 | 6   | +5  |
| Димитриос Каливас          | 3 | 3 | 3 | 6 | 14  | +6  |
| Мишигсурен Намжил          | 3 | 3 | 2 | 5 | 14  | +3  |
| Александрос Валсамас-Раллс | 3 | 3 | 1 | 4 | 0   | +5  |
| Али Аль-Хаддад             | 3 | 2 | 2 | 4 | 12  | +5  |
| Сухаил Аль-Мхейри          | 3 | 2 | 2 | 4 | 6   | +5  |
| Николаос Пападопулос       | 3 | 1 | 3 | 4 | 2   | +7  |

Примечание: И = Количество проведённых игр; Г = Голы; П = Голевые передачи; О = Очки; Штр = Штрафное время; +/− = Плюс-минус
По данным: IIHF.com Архивная копия от 3 января 2014 на Wayback Machine

### Лучшие вратари
В списке вратари, сыгравшие не менее 40 % от всего игрового времени их сборной.
| Игрок               | ВП     | Бр  | ПШ | КН   | %ОБ   | И"0" |
| ------------------- | ------ | --- | -- | ---- | ----- | ---- |
| Нталимпор Плуцис    | 180:00 | 83  | 4  | 1.33 | 95.18 | 1    |
| Халед Аль-Суваиди   | 120:00 | 39  | 2  | 1.00 | 94.87 | 1    |
| Мунхболд Баярсайхан | 165:40 | 108 | 8  | 2.90 | 92.59 | 0    |
| Каха Амбролава      | 178:25 | 125 | 28 | 9.08 | 78.40 | 0    |

Примечание: ВП = Время на площадке; Бр = Броски по воротам; ПШ = Пропущено шайб; КН = Коэффициент надёжности; %ОБ = Процент отражённых бросков; И"0" = «Сухие игры»
По данным: IIHF.com Архивная копия от 27 сентября 2013 на Wayback Machine

### Индивидуальные награды
Лучшие игроки в каждой команде по версии тренеров:
- Каха Амбролава
- Нталимпор Плуцис
- Мунхболд Баярсайхан
- Халед Аль-Суваиди